# Кобин, Василий Васильевич
Васи́лий Васи́льевич Ко́бин (укр. Васи́ль Васи́льович Ко́бін; род. 24 мая 1985, Страбичово, Закарпатская область) — украинский футболист, защитник, ныне — тренер. Выступал за сборную Украины. За свою 17-летнюю карьеру игрока в Высшей / Премьер лиге Украины провёл 211 матчей (забил 14 голов), в Кубке Украины — 24 матча (забил 4 гола), а в еврокубках провёл 17 матчей (забил 2 гола).

## Биография

### Клубная карьера
Воспитанник закарпатского футбола. Первый тренер — Имре Лендел. В ДЮФЛ выступал за ужгородские: СДЮШОР и ДЮСШ-1. В юношеском возрасте мог перейти в донецкий «Шахтёр». Профессиональную карьеру начал в «Закарпатье-2». Дебютировал 22 июля 2001 года в матче против хмельницкого «Подолья» (3:0). Спустя сезон был переведён в основной состав «Закарпатья». В сезоне 2003/04 помог клубу выиграть Первую лигу и выйти в Высшую лигу. В вышке дебютировал 20 июля 2004 года в матче против киевского «Динамо» (1:2). Всего за «Закарпатье» провёл 74 матча и забил 1 гол.
Летом 2006 году перешёл во львовские «Карпаты», по приглашению главного тренера Александра Ищенко. За свой новый клуб дебютировал 23 июля 2006 года в матче с «Металлургом» из Запорожья (0:0). Первый гол забил 6 августа 2006 года в матче с луганской «Зарёй» (1:0). Получил «Звезду Карпат» — приз лучшему футболисту клуба — в 2008 году. В сезоне 2008/09 Кобин стал лидером команды, часто выходил на поле с капитанской повязкой.

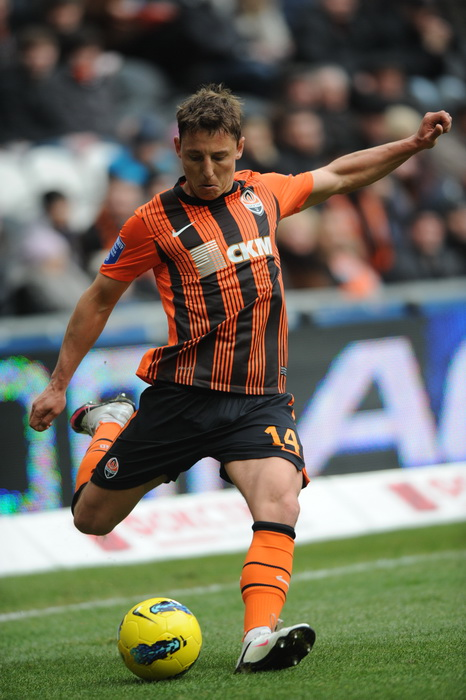
Кобин в составе «Шахтёра»

В июне 2009 года перешёл в донецкий «Шахтёр» (Донецк). Частью сделки стала двухлетняя аренда Артёма Федецкого и Дениса Кожанова. Кроме того, «Карпаты» сохранили 50 % экономических прав на Кобина. 2 июля 2009 года Кобин взял себе 14-й номер, хотя в «Закарпатье» и «Карпатах» играл под 19 номером. В Премьер-лиге за «Шахтёр» дебютировал 25 июля 2009 года в матче против мариупольского «Ильичёвца» (0:2). Кобин вышел на 73 минуте вместо бразильца Илсиньо. Однако, на его позиции в «Шахтёре» главенствовал капитан команды хорват Дарио Срна и большинство матчей Кобин проводил на скамейке запасных. Получился даже некий казус, сыграв в сумме за 6 сезонов всего 48 матчей в чемпионатах Украины, Кобин стал с «Шахтёром» 6-кратным чемпионом страны!. Но футболист пытался перейти в аренду в другие команды, чтобы иметь игровую практику, однако главный тренер Мирча Луческу не отпускал его.
Наконец летом 2014 года он ушёл на год в аренду в харьковский «Металлист», а с апреля 2015 года из-за невыплаты зарплаты в «Металлисте» на условиях новой аренды Кобин перешёл в солигорский «Шахтёр».
В сезоне 2015/16 Кобин вернулся в донецкий «Шахтёр», сыграл в чемпионате 6 игр, и стал вице-чемпионом страны. Сезон 2016/17 стал успешнее, сыграв две игры, Кобин в 6-й раз стал чемпионом Украины.
В июле 2017 года интерес к футболисту проявило минское «Динамо». Но в августе того же года Василий Кобин подписал соглашение с «Вересом». 13 января 2018 года Кобин расторг контракт с «Вересом». В зимнее межсезонье мог перейти в «Кайсериспор» из турецкой Суперлиги, однако трансфер не состоялся и Кобин 7 февраля подписал контракт на год с казахстанским клубом Премьер-лиги «Тобол». 14 августа 2018 года стал игроком ФК «Минай», выступающего во второй лиге Украины. С нового года у Василия завершился контракт с клубом и стороны решили его не продлевать. После чего, со стороны руководства клуба, с Василием Кобиным был подписан контракт возглавить ФК «Минай» в качестве главного тренера команды.
24 марта 2021 года «Минай» объявил о расторжении контракта с Василием Кобиным.

### Карьера в сборной
Провёл один матч за молодёжную сборную Украины до 21 года в сентябре 2006 на выезде против Хорватии (1:2). В национальной сборной Украины дебютировал 5 сентября 2009 года в матче со сборной Андорры (5:0).

## Достижения
- Чемпион Украины (6): 2009/10, 2010/11, 2011/12, 2012/13, 2013/14, 2016/17
- Обладатель Кубка Украины (2) : 2010/11, 2011/12
- Победитель Первой лиги Украины: 2003/04
- Финалист Кубка Белоруссии 2015 года
- Лучший футболист солигорского «Шахтёра» по итогам мая 2015 года[20].

## Личная жизнь
Василия Кобина назвали в честь отца — традиция на Закарпатье. Его отец играл в футбол на первенстве области. Женат, супругу зовут Виктория, на их свадьбе присутствовали футболисты Михаил Кополовец и Владислав Микуляк. Вместе с женой воспитывают сына Олега (2007) и дочку Сюзанну (2014).

## Статистика
| Сезон   | Клуб               | Лига         | Чемпионат | Чемпионат | Кубок | Кубок | Дубль | Дубль | Еврокубки | Еврокубки |
| Сезон   | Клуб               | Лига         | Игры      | Голы      | Игры  | Голы  | Игры  | Голы  | Игры      | Голы      |
| ------- | ------------------ | ------------ | --------- | --------- | ----- | ----- | ----- | ----- | --------- | --------- |
| 2001/02 | Закарпатье-2       | Вторая лига  | 15        | 1         | —     | —     | —     | —     | —         | —         |
| 2002/03 | Закарпатье         | Первая лига  | 8         | 0         | 0     | 0     | —     | —     | —         | —         |
| 2003/04 | Закарпатье         | Первая лига  | 22        | 1         | 0     | 0     | —     | —     | —         | —         |
| 2004/05 | Закарпатье         | Высшая лига  | 27        | 2         | 1     | 0     | —     | —     | —         | —         |
| 2005/06 | Закарпатье         | Высшая лига  | 20        | 0         | 1     | 0     | 9     | 4     | —         | —         |
| 2006/07 | Карпаты (Львов)    | Высшая лига  | 28        | 2         | 1     | 0     | 1     | 0     | —         | —         |
| 2007/08 | Карпаты (Львов)    | Высшая лига  | 27        | 4         | 0     | 0     | 1     | 0     | —         | —         |
| 2008/09 | Карпаты (Львов)    | Премьер-лига | 28        | 3         | 1     | 0     | —     | —     | —         | —         |
| 2009/10 | Шахтёр (Донецк)    | Премьер-лига | 24        | 1         | 2     | 1     | —     | —     | 7         | 1         |
| 2010/11 | Шахтёр (Донецк)    | Премьер-лига | 9         | 0         | 3     | 0     | 1     | 0     | 2         | 0         |
| 2011/12 | Шахтёр (Донецк)    | Премьер-лига | 7         | 0         | 2     | 0     | 3     | 0     | 1         | 0         |
| 2012/13 | Шахтёр (Донецк)    | Премьер-лига | 5         | 0         | —     | —     | 4     | 0     | —         | —         |
| 2013/14 | Шахтёр (Донецк)    | Премьер-лига | 3         | 0         | 2     | 1     | 13    | 0     | —         | —         |
| 2014/15 | Металлист          | Премьер-лига | 9         | 0         | 2     | 0     | —     | —     | 6         | 1         |
| 2015    | Шахтёр (Солигорск) | Высшая лига  | 11        | 1         | 4     | 1     | —     | —     | —         | —         |
| 2015/16 | Шахтёр (Донецк)    | Премьер-лига | 6         | 0         | 4     | 1     | —     | —     | 1         | 0         |
| 2016/17 | Шахтёр (Донецк)    | Премьер-лига | 2         | 0         | —     | —     | —     | —     | —         | —         |
| 2017/18 | Верес              | Премьер-лига | 16        | 2         | 2     | 0     | —     | —     | —         | —         |
| 2018    | Тобол (Костанай)   | Высшая лига  | 8         | 0         | 1     | 0     | —     | —     | —         | —         |
| 2018/19 | Минай              | Вторая лига  | 13        | 2         | 3     | 1     | —     | —     | —         | —         |